# TT257
La tombe thébaine TT 257 est située à El-Khokha, dans la nécropole thébaine, sur la rive ouest du Nil, face à Louxor en Égypte.
C'est la tombe d'un dénommé Néferhotep (règnes de Thoutmôsis III et Amenhotep III), usurpée par Mahou sous le règne de Ramsès II.